# Alex D. Linz
Alexander David Linz (n. 3 ianuarie 1989 în Santa Barbara, California în familia lui Daniel Linz și Deborah Baltaxe), cunoscut mai bine ca Alex D. Linz, este un actor evreu-american. Are o soră mai mică numită Lily Alice.
Cariera sa în actorie a început în 1994, odată cu apariția sa la numai 5 ani în AAAHH!!! Real Monsters!. A jucat rolul principal în filme precum One Fine Day, Home Alone 3, Max Keeble's Big Move și Full Court Miracle. Ultimul film în care a jucat este The Moguls, apărut în 2005.

## Filme
- The Moguls (2005)
- A Full Court Miracle (2003)
- Exit 9 (2003) TV
- Red Dragon (2002) (voce)
- Race to Space (2002)
- The Jennie Project (2001)
- Max Keeble's Big Move (2001)
- Bounce (2000)
- Bruno (2000)
- Titan A.E. (2000) (voce)
- Tarzan (1999) (voce)
- The Wacky Adventures of Ronald McDonald: Scared Silly (1998) (V) (voce)
- Carson's Vertical Suburbia (1998) (TV)
- Singur acasă 3 (1997)
- One Fine Day (1996)
- The Uninvited (1996) (TV)
- The Cable Guy (1996) (necreditat)
- Vanished (1995) (TV)